# Reeham Sedky
Reeham Sedky, née le 24 avril 1997 à Bellevue, est une joueuse professionnelle de squash représentant les États-Unis. Elle atteint en septembre 2019 la 52e place mondiale sur le circuit international, son meilleur classement.
Sa sœur Laila Sedky est également joueuse de squash.

## Biographie
Reeham Sedky, dont le père est originaire d’Égypte, commence le squash à l'âge de huit ans et rapidement joue deux à trois heures par jour.
Surnommée the Hammer en raison de ses frappes surpuissantes, elle étudie l'informatique à l'université de Pennsylvanie, où elle a également été active dans le squash collégial et a obtenu de nombreux succès,.
Elle fait sensation lors ses premières apparitions sur le circuit ne s'inclinant qu'en finale du championnats des États-Unis en 2017 face à Olivia Blatchford et en 2018, battue par Amanda Sobhy en finale de l'Open du Texas après être sortie des qualifications.
Elle remporte en avril 2018 son premier tournoi professionnel, l'Open de Richmond, en sortant à nouveau des qualifications. En août 2019, sa victoire dans le tournoi MTC Squash Russian Open la qualifie pour les championnats du monde 2019-2020.

## Palmarès

### Finales
- Open du Texas : 2018
- Championnats des États-Unis : 2 finales (2017, 2018)